# Emanuele Di Gregorio
 Emanuele Di Gregorio (Castellammare del Golfo, 13 december 1980) is een Italiaanse sprinter, die gespecialiseerd is in de 100 m en de 200 m. Hij nam eenmaal deel aan de Olympische Spelen, maar won hierbij geen medailles.

## Biografie
Di Gregorio nam deel aan de Olympische Spelen van 2008 in Peking. Samen met Fabio Cerutti, Simone Collio en Jacques Riparelli vormde Di Gregorio de Italiaanse 4 x 100 m estafetteploeg. In de kwalificaties werden ze gediskwalificeerd en waren daarmee direct uitgeschakeld. 
Een jaar later behaalde Di Gregorio brons op de 60 m tijdens de Europese indoorkampioenschappen in Turijn. Op basis van de fotofinish eindigde hij in dezelfde tijd als zijn landgenoot Fabio Cerutti (zilver) en een honderdste voor Simeon Williamson (vierde).
Op de wereldkampioenschappen van 2009 in Berlijn werd hij op de 100 m uitgeschakeld in de kwartfinales. Met het Italiaanse team liep hij op de 4 x 100 m naar zesde plaats. 
Op de Europese kampioenschappen in 2010 eindigde Di Gregorio als zevende in de finale van de 100 m, zijn eerste individuele finale op een belangrijk internationaal toernooi. Samen met Roberto Donati, Simone Collio en Maurizio Checcucci liep hij vervolgens op de 4 x 100 m naar de zilveren medaille in de nieuwe Italiaanse recordtijd van 38,17 s.

## Titels
- Italiaans kampioen 200 m – 2002

## Persoonlijke records
Outdoor
| Afstand | Prestatie | Datum        | Plaats    |
| ------- | --------- | ------------ | --------- |
| 100 m   | 10,17 s   | 28 juli 2010 | Barcelona |
| 200 m   | 20,80 s   | 5 juli 2009  | Alcamo    |

Indoor
| Afstand | Prestatie | Datum            | Plaats |
| ------- | --------- | ---------------- | ------ |
| 60 m    | 6,56 s    | 8 maart 2009     | Turijn |
| 200 m   | 21,25 s   | 15 februari 2003 | Turijn |

## Palmares

### 60 m
- 2009:  EK Indoor – 6,56 s

### 100 m
- 2009:  Middellandse Zeespelen – 10,21 s
- 2009: 4e in ¼ fin. WK - 10,26 s
- 2010: 7e EK – 10,34 s

### 4 x 100 m
- 2008: DQ OS
- 2009:  Middellandse Zeespelen - 38,82 s
- 2010:  EK – 38,17 s
- 2011: 5e WK - 38,96 s